# Silvijo Čabraja
Silvijo Čabraja (Zagreb, 4. lipnja 1968.) hrvatski je nogometni trener. Trenutačno je bez kluba.

## Igračka karijera
Čabraja je prošao kroz omladinski pogon Lokomotive i igrao za mladu reprezentaciju uz Zvonimira Bobana, Roberta Prosinečkog i Davora Šukera. Kasnije je izborio transfer u tadašnjeg prvoligaša NK Zagreb. Međutim, Čabraja je morao privremeno prekinuti svoju profesionalnu nogometnu karijeru jer mu je u 20. godini dijagnosticiran dijabetes. Nakon dvije godine stanke nastavio je karijeru, ovaj put u niželigaškim klubovima prije nego što je igračku karijeru završio u NK Lučko u dobi od 30.

## Trenerska karijera
Trenersku karijeru započeo je u omladinskom pogonu Hrvatskog dragovoljca. Nakon što je Ilija Lončarević imenovan predsjednikom Lokomotive, angažirao ga je za glavnog trenera, čime je postao najmlađi trener u seniorskom nogometu. Kasnije je honorarno vodio NK Zelinu, NK Ponikve, NK Stupnik. 2008. godine imenovan je voditeljem razvoja mladih u NK Lučko gdje je kasnije preuzeo i seniorsku momčad. Nakon dvije sezone od 2014. do 2016., vratio se u Lokomotivu najprije kao voditelj omladinskog razvoja, a 2020. kao trener mlade momčadi. Dana 8. lipnja 2021. imenovan je glavnim trenerom Lokomotive. Krajem 2023. proglašen je za najboljeg trenera u Europi za razvoj mladih igrača.

## Osobni život
Dok je radio u Sv. Ivanu Zelini, Ponikvama i Stupniku paralelno je radio kao prodavač donjeg rublja. Čabraja je iz Novog Zagreba, kvart Siget.